# Vauriella albigularis
Vauriella albigularis е вид птица от семейство Muscicapidae. Видът е застрашен от изчезване.

## Разпространение
Видът е разпространен във Филипините.